# Parsifal (film fra 1904)
Parsifal er en amerikansk stumfilm fra 1904 af Edwin S. Porter.